# The Best of Crush 40: Super Sonic Songs
| Оценки критиков    | Оценки критиков |
| Источник           | Оценка          |
| ------------------ | --------------- |
| Spirit of Rock     | 20/20           |
| VGMO               | 4/5             |
| Amazon             | 4.9/5           |
| Rate Your Music    | 3.53/5          |
| Sputnikmusic       | 3.9/5           |
| Playasia           | 5/5             |
| CDJapan            | 4/5             |
| eBay               | 5/5             |
| METALMUSICARCHIVES | 3/5             |
| Discogs            | 4.55/5          |
| VGMdb              | 4.69/5          |
| HMV Japan          | 5/5             |

The Best of Crush 40: Super Sonic Songs (с англ. — «Лучшее Crush 40: Песни Супер Соника») — сборник лучших хитов группы Crush 40. Альбом содержит песни из серии Sonic the Hedgehog, из их прошлых альбомов и некоторые недавно записанные песни. Вышел 18 ноября 2009 года на CD в Японии. 21 декабря 2011 года была выпущена цифровая версия альбома.

## Содержимое
Многие песни взяты из предыдущих игр Sonic the Hedgehog, таких как «Live & Learn» из Sonic Adventure 2 в качестве четырнадцатого трека и «Open Your Heart» из Sonic Adventure в качестве пятнадцатого трека.
Песни «I Am… All of Me», «His World», «Knight of the Wind» и «Open Your Heart» были ремикшированы для этого альбома. В буклете не указано, однако в сборнике песня «What I’m Made Of…» взята из альбома True Blue: The Best of Sonic the Hedgehog, в котором перезаписаны бас и бэк-вокал, а также добавлены новые звуковые эффекты. По сути трек имеет новый микс.
В альбом вошла новая песня под названием «Is It You» в качестве шестнадцатого трека, которая является первой песней группы, созданной не для видеоигры. Альбом также включал кавер-версию песни «Fire Woman» группы The Cult в качестве девятого трека. Собственная версия Crush 40 «Un-Gravitify» из Sonic Riders: Zero Gravity в качестве третьего трека также была включена вместе с их версией «His World» из Sonic The Hedgehog в качестве второго трека.
Crush 40 также включил некоторые песни в релиз альбома на iTunes. Кавер-версия «Seven Rings in Hand» в качестве девятнадцатого и последнего трека (который также можно найти в первой части альбома True Blue: The Best of Sonic the Hedgehog, выпущенного в 2008 году, в качестве двадцатого трека), «With Me» -Massive Power Mix — (Который также можно найти на альбоме Face to Faith: Sonic and the Black Knight Vocal Trax в качестве пятого трека и инструментальной версии на том же альбоме в качестве девятого трека) в качестве восемнадцатого трека и версии «Free» в качестве семнадцатого трека.

## Каверы
- «His World» — кавер-версия песни, которую изначально записал дуэт из Али Табатабаи и Мэтти Льюиса из группы Zebrahead. Впервые песня вышла на альбоме Sonic the Hedgehog Vocal Traxx: Several Wills как оригинал дуэта, версия с Zebrahead, так и кавер-версия от Crush 40.
- «Un-Gravitify» — кавер-версия песни, которую изначально записал Cashell. Впервые песня вышла на альбоме Zero Gravity Tracks: Sonic Riders Shooting Star Story Original Soundtrack в виде оригинала. Кавер-версия от Crush 40 впервые вышла на данном сборнике.
- «All Hail Shadow» — кавер-версия песни, которую изначально записала американская группа MAGNA-FI. Впервые песня вышла на альбоме Lost and Found: Shadow the Hedgehog Vocal Trax в виде оригинала. Кавер-версия от Crush 40 впервые вышла на альбоме Sonic the Hedgehog Vocal Traxx: Several Wills.
- «Fire Woman» — кавер-версия песни, которую изначально записала британская группа The Cult. Ни фигурировала ни в одной из игр Sonic the Hedgehog. Кавер-версия от Crush 40 впервые вышла на данном сборнике.
- «Free» — кавер-версия песни, которую изначально записал Крис Мадин. Впервые песня вышла на альбоме Break Free: Sonic Free Riders Original Soundtrack как оригинал так и кавер-версия от Crush 40.
- «With Me» — кавер-версия песни, которую изначально записал дуэт из Эммы Геллот и Тинны Карлсдоттер из группы All Ends. Впервые вышла на альбоме Face to Faith: Sonic and the Black Knight Vocal Trax как оригинал так и кавер-версия от Crush 40.
- «Seven Rings in Hand» — кавер-версия песни, которую изначально записал Стив Конте. Впервые вышла на альбоме Seven Rings in Hand: Sonic and the Secret Rings Original Sound Track в виде оригинала. Кавер-версия от Crush 40 вышла изначально на сборнике True Blue: The Best of Sonic the Hedgehog.

## Список композиций[16]
Вся музыка написана Дзюн Сэноуэ.
| №                   | Название                        | Саундтрек к игре           | Длительность |
| ------------------- | ------------------------------- | -------------------------- | ------------ |
| 1.                  | «I Am… All of Me» (New Mix)     | Shadow the Hedhehog        | 3:51         |
| 2.                  | «His World» (New Mix)           | Sonic the Hedgehog         | 5:16         |
| 3.                  | «Un-Gravitify»                  | Sonic Riders: Zero Gravity | 4:44         |
| 4.                  | «All Hail Shadow»               | Sonic the Hedgehog         | 4:01         |
| 5.                  | «Never Turn Back»               | Shadow the Hedgehog        | 4:39         |
| 6.                  | «Revvin’ Up»                    | NASCAR Arcade              | 4:34         |
| 7.                  | «Into the Wind»                 | NASCAR Arcade              | 4:29         |
| 8.                  | «Watch Me Fly...»               | NASCAR Arcade              | 5:11         |
| 9.                  | «Fire Woman»                    | -                          | 5:16         |
| 10.                 | «Sonic Heroes»                  | Sonic Heroes               | 3:28         |
| 11.                 | «What I'm Made Of...» (New Mix) | Sonic Heroes               | 3:43         |
| 12.                 | «Live Life»                     | Sonic and the Black Knight | 5:38         |
| 13.                 | «Knight of the Wind» (New Mix)  | Sonic and the Black Knight | 4:31         |
| 14.                 | «Live & Learn»                  | Sonic Adventure 2          | 4:31         |
| 15.                 | «Open Your Heart» (New Mix)     | Sonic Adventure            | 4:49         |
| 16.                 | «Is It You»                     | -                          | 4:58         |
| Общая длительность: | Общая длительность:             | Общая длительность:        | 73:39        |

| №                   | Название                      | Саундтрек к игре           | Длительность |
| ------------------- | ----------------------------- | -------------------------- | ------------ |
| 17.                 | «Free»                        | Sonic Free Riders          | 3:21         |
| 18.                 | «With Me» (Massive Power Mix) | Sonic and the Black Knight | 3:55         |
| 19.                 | «Seven Rings in Hand»         | Sonic and the Secret Rings | 4:49         |
| Общая длительность: | Общая длительность:           | Общая длительность:        | 85:44        |

## Участники записи

### Crush 40
- Дзюн Сэноуэ — гитары и программирование
- Джонни Джиоэли — вокал
- Такэси Танэда — бас-гитара на всех треках кроме 6, 7, 8 и 15
- Наото Сибата — бас-гитара на треках 6, 7, 8 и 15
- Тору Кавамура — ударные на треках 1, 2, 3, 4, 5, 9 и 16
- Хироцугу Хомма — ударные на треках 6, 7, 8 и 15
- Кацудзи Кирита — ударные на треках 10, 12, 13 и 14
- Марк Шульман — ударные на треке 11

### Приглашённые музыканты
- Ютака Минобэ — клавишные на треках 5, 8 и 12
- Кимико Накагава — струнные инструменты на треках 12 и 13
- Боб Берч — бэк-вокал на треках 3, 9 и 16
- Дэвид Браун — бэк-вокал на треках 3, 9 и 16

### Технический персонал
- Киёси Ёсида (Attic-Arcade, inc.), Стэн Катаяма — координаторы сессий
- Масахиро Фукухара, Боб Берч, Стэн Катаяма, Хирокадзу Акаси, Ёситада Мия — звукорежиссёры
- Фумитака Сибата — исполнительный продюсер
- Тиаки Курода (дизайн Windansea) — дизайн

## Факты
- Данный сборник был выпущен в честь 10-летнего юбилея группы на тот момент.
- Это самый популярный релиз группы на стриминговых сервисах и в интернете в принципе.
- Используемый шрифт на обложке — Bronzo.
- В качестве фона обложки и задней стороны диска служит фото Sozaijiten Vol. 8 Walls, SH050.[17]
- Фото на задней стороне диска — Image from TGS 2008.[18]
- Альбом был выпущен за год до «Sonic Free Riders», хотя в нём была использована песня из игры «Free».